# Manufacture de porcelaine Zsolnay
La manufacture de porcelaine Zsolnay (hongrois : Zsolnay porcelángyár ou Zsolnay porcelánmanufaktúra, [ˈʒol.nɒ.i]) est une société hongroise de l'industrie de la porcelaine fondée en 1853 par Vilmos Zsolnay à Pécs. 
Cette société est connue pour sa production de céramique, que ce soit des objets ou des pièces de décoration. L'utilisation de la porcelaine de Zsolnay est courante dans l'architecture d'Ödön Lechner.
La société a cessé ses activités en 1999.

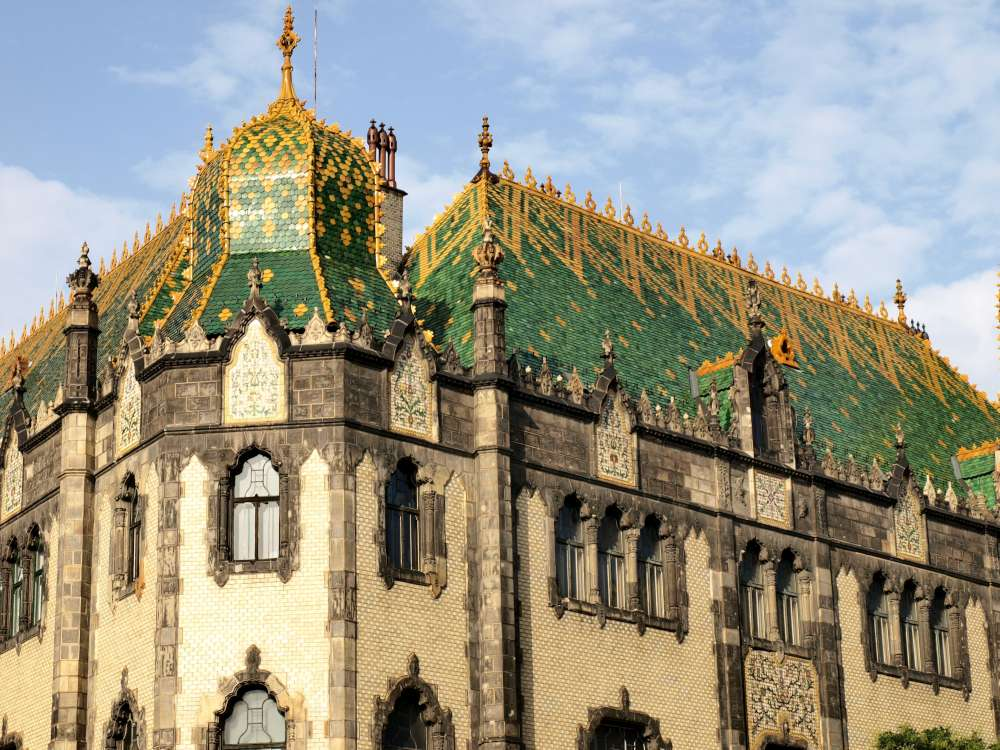
Musée hongrois des arts décoratifs à Budapest
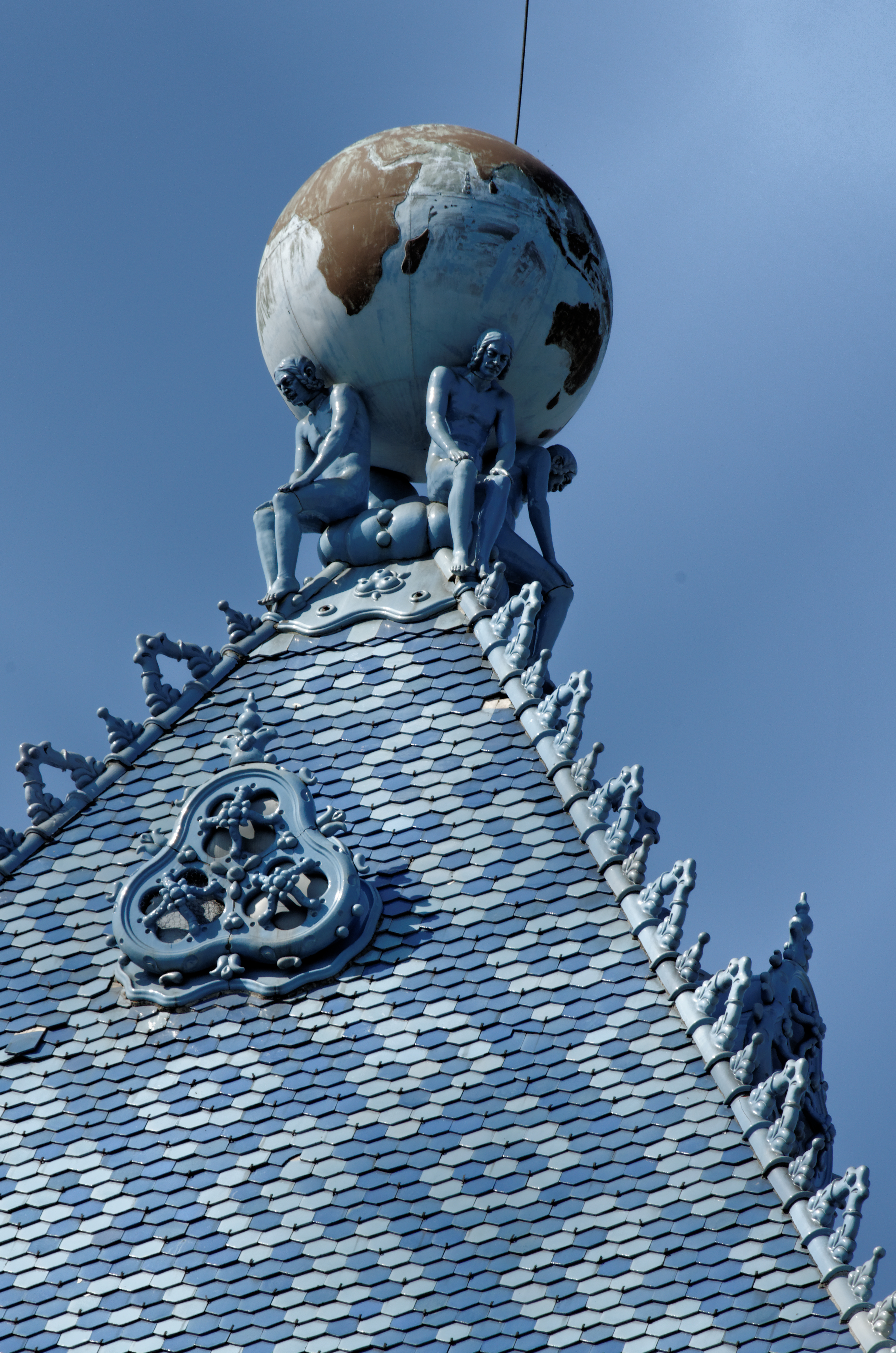
Tuiles vernissées et ornements en céramique bleue, Institut d'État hongrois de géologie à Budapest
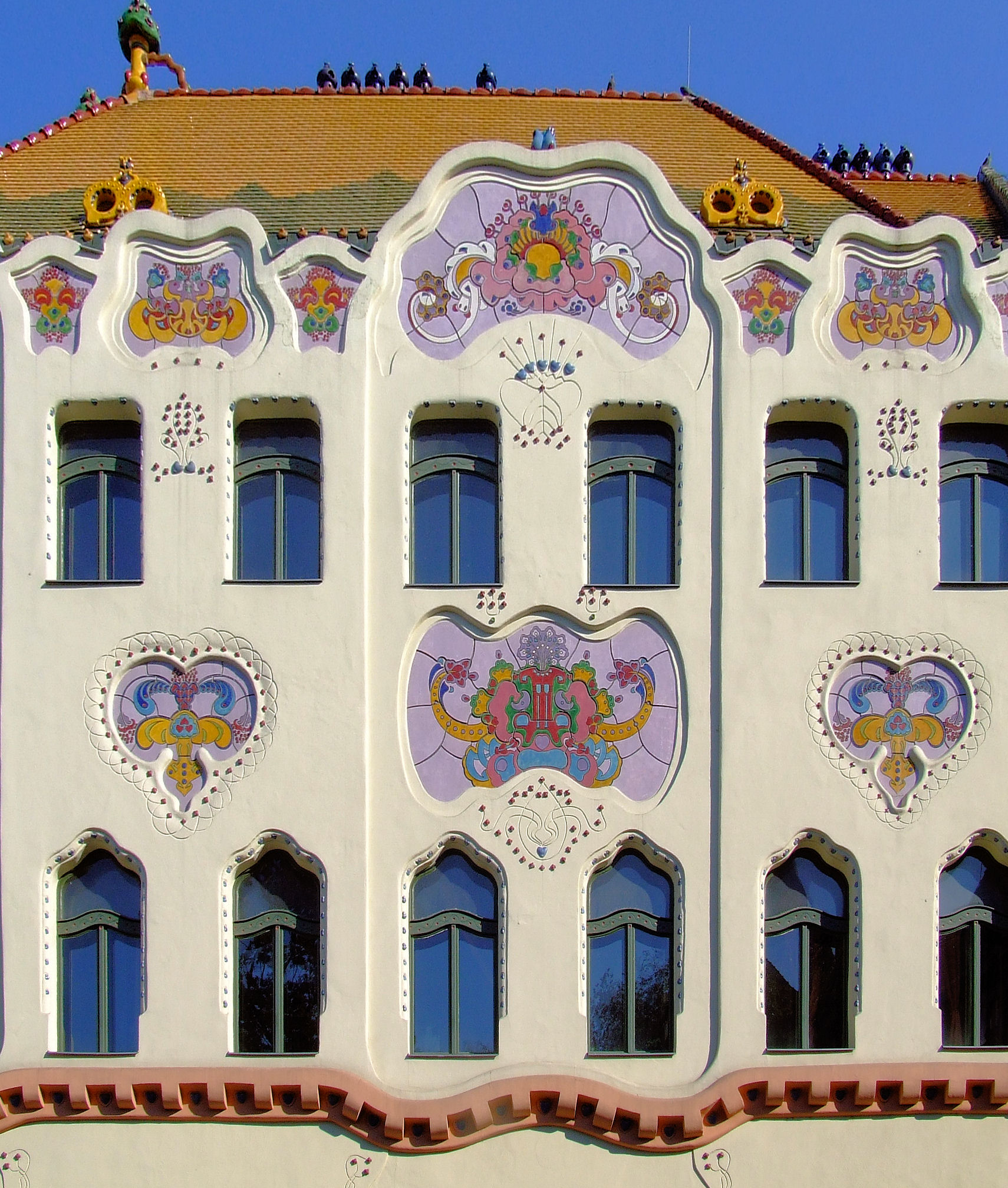
Cifrapalota à Kecskemét
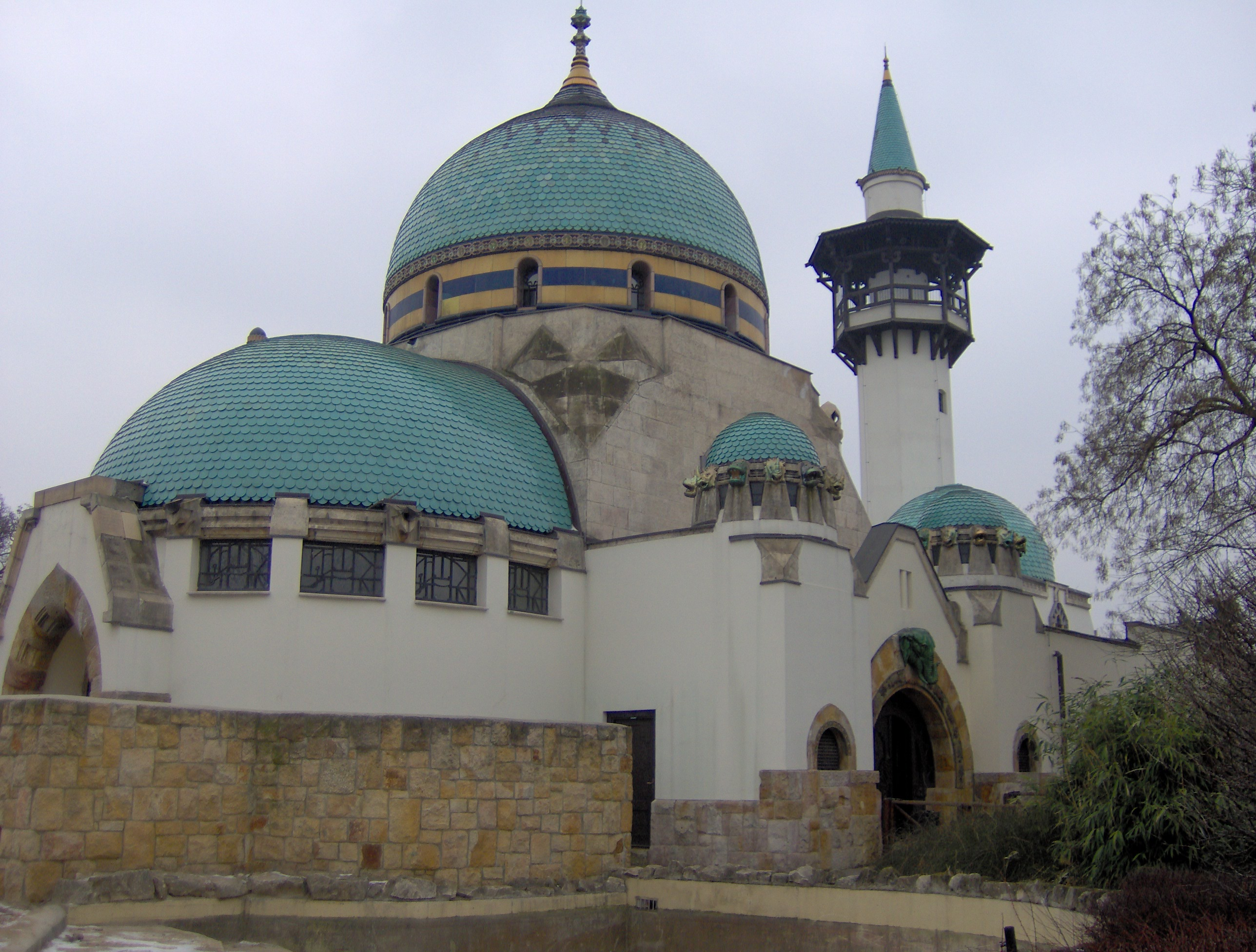
Parc animalier et botanique municipal à Budapest
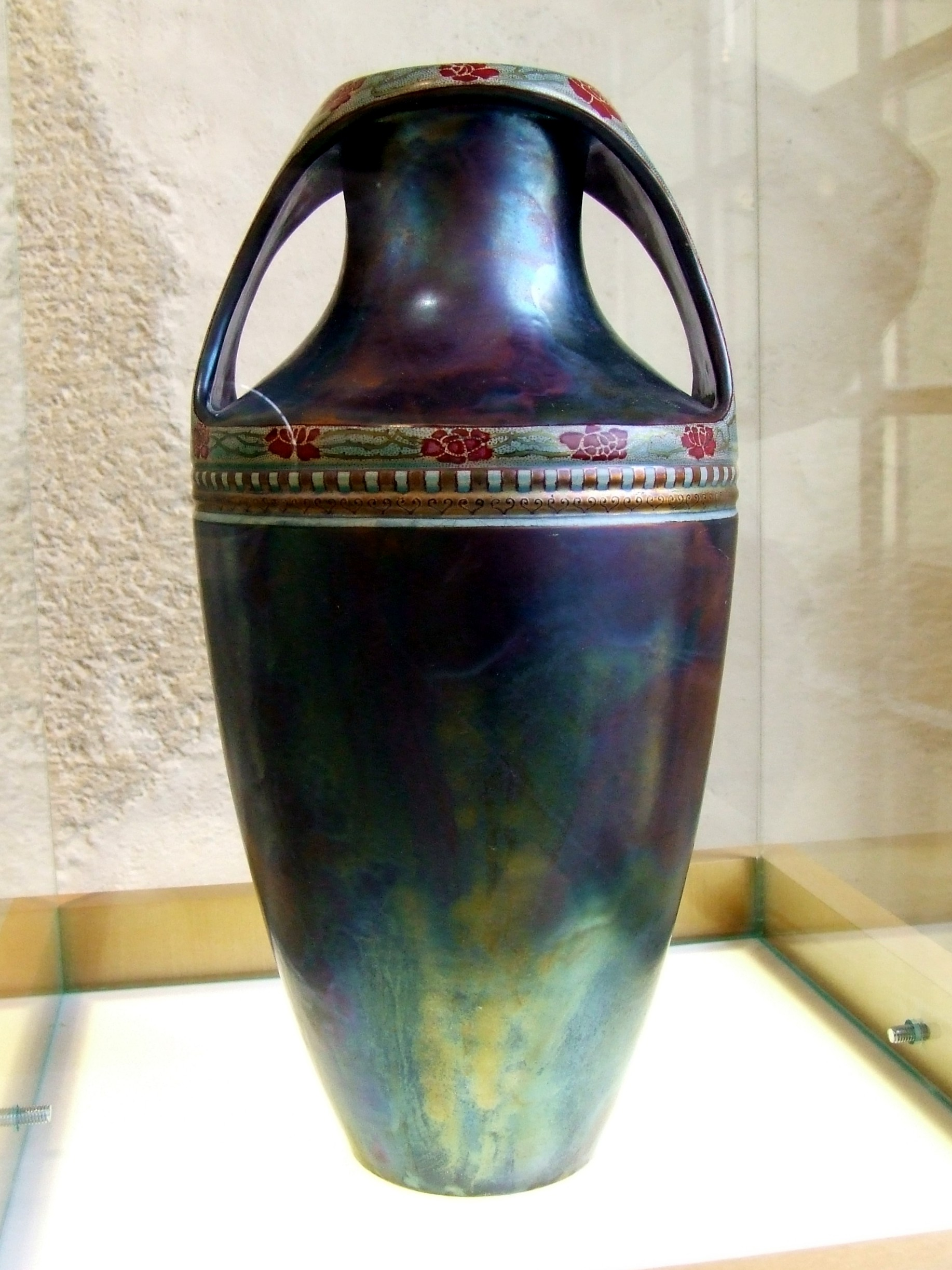
Vase
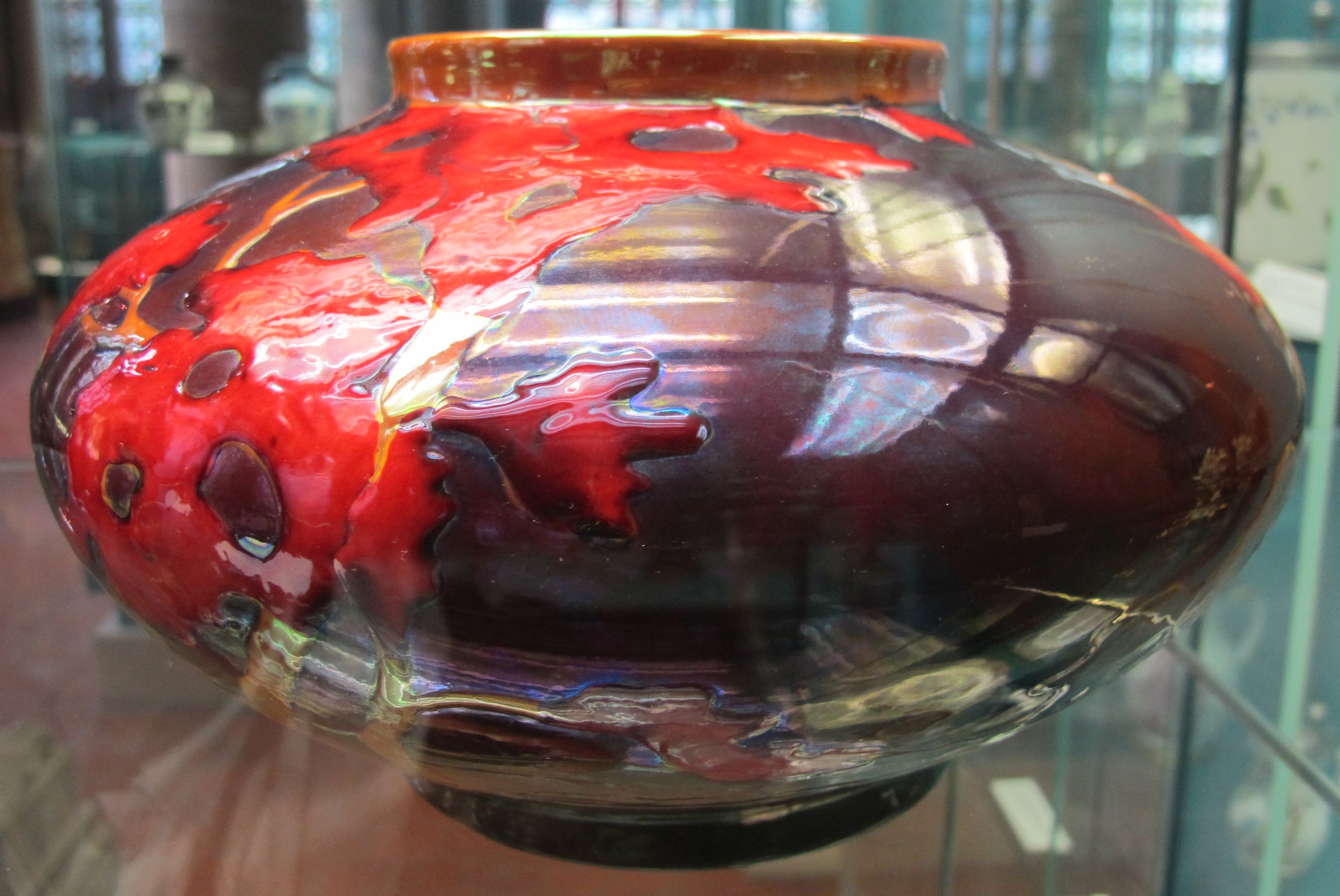
Vase
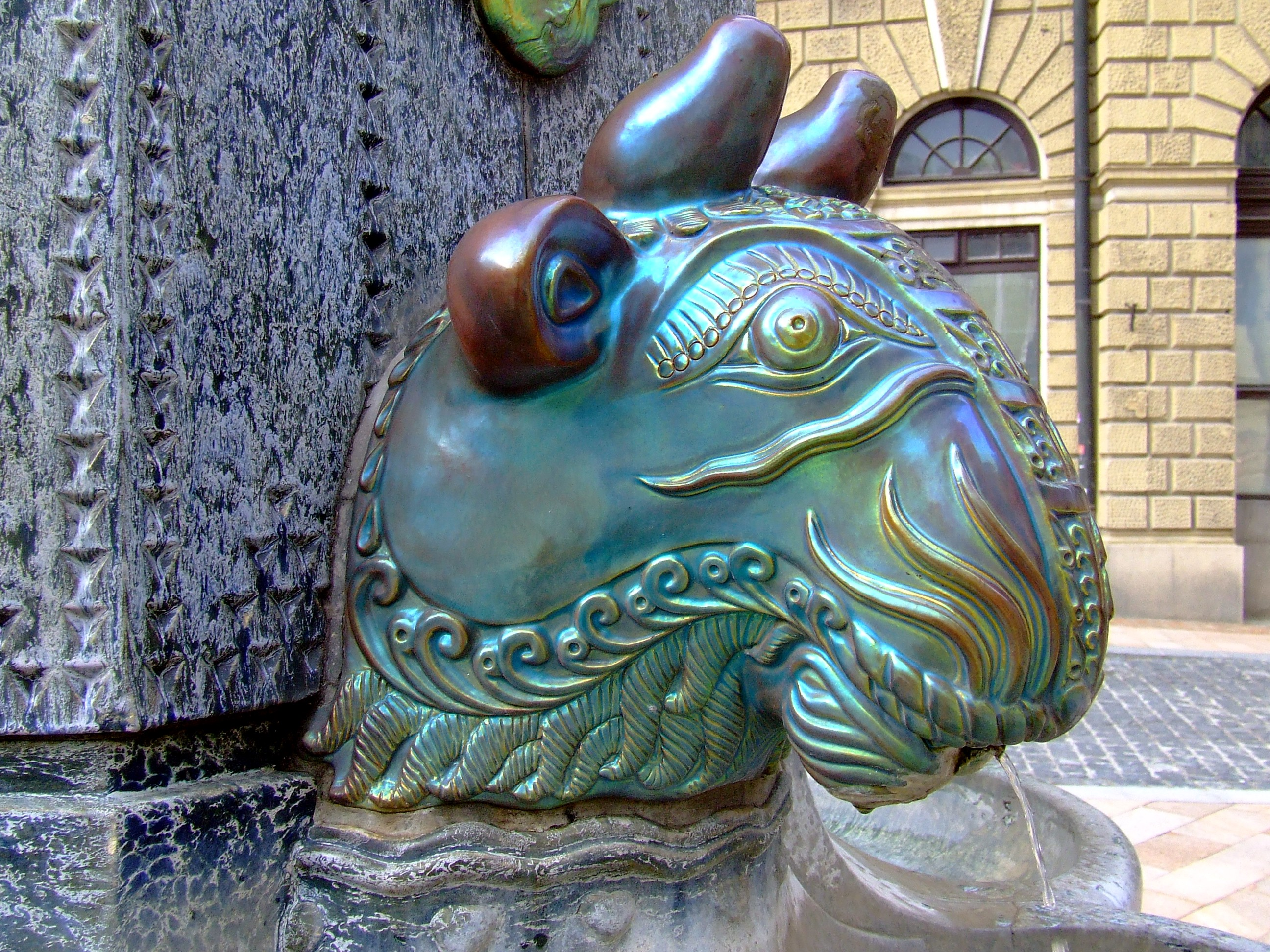
Le Puits Zsolnay à Pécs
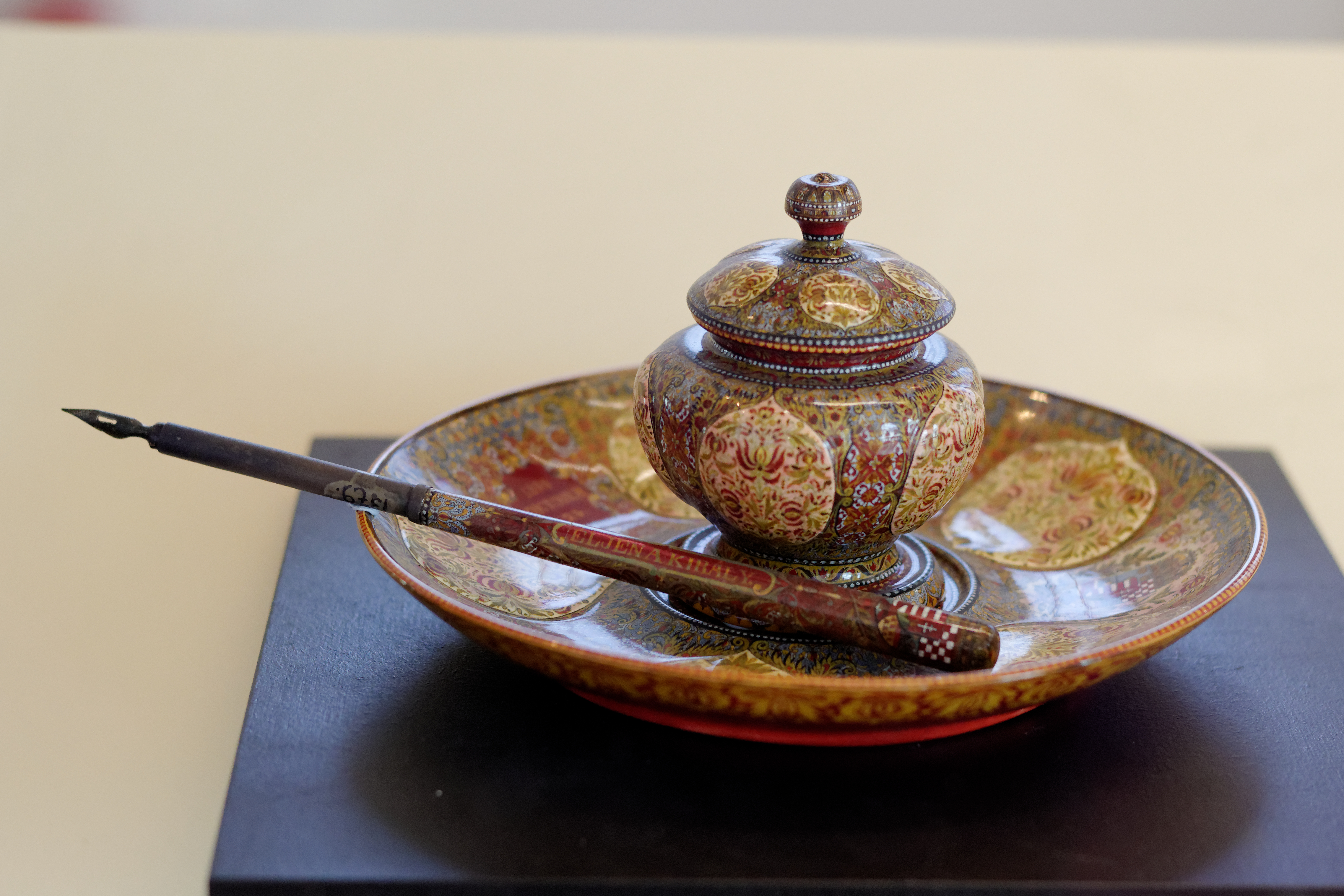
Encrier utilisé pour la cérémonie d'inauguration du Musée des arts décoratifs de Budapest, 1895-1896